# Rudolf Kargus
Rudolf "Rudi" Kargus (født 15. august 1952 i Worms, Vesttyskland) er en tidligere tysk fodboldspiller (målmand).
Han spillede hos henholdsvis Hamburger SV, FC Nürnberg, Karlsruhe, Fortuna Düsseldorf og FC Köln. Længst tid (ni sæsoner) tilbragte han i Hamburg, hvor han var med til at vinde både det tyske mesterskab, DFB-Pokalen og Pokalvindernes Europa Cup.
Kargus spillede desuden tre kampe for Vesttysklands landshold. Han var med på det tyske hold ved både EM i 1976 i Jugoslavien og VM i 1978 i Argentina, men var reservemålmand for Sepp Maier i begge turneringerne.

## Titler
Bundesligaen
- 1979 med Hamburger SV

DFB-Pokal
- 1976 med Hamburger SV

Pokalvindernes Europa Cup
- 1977 med Hamburger SV